# Malemort-du-Comtat
Malemort-du-Comtat este o comună în departamentul Vaucluse din sud-estul Franței. În 2009 avea o populație de 1.461 de locuitori.

## Evoluția populației
| An        | 1975 | 1982 | 1990 | 1999  | 2006  | 2009  |
| --------- | ---- | ---- | ---- | ----- | ----- | ----- |
| Populație | 706  | 814  | 985  | 1.203 | 1.383 | 1.461 |